# 空和
数学における空和（くうわ、英: empty sum）または零項和 (nullary sum) は、（被加数の）項数が零であるような和を言う。規約として、「数からなる任意の空和は（和をとる際のいかなる条件が空に退化したものであっても）0 に等しい」と取り決める。例えば、
{\displaystyle \sum _{1\leq n\leq 0}n=0,\quad \sum _{1\leq i<j\leq 1}2^{i}3^{j}=0}
である。
数列 a1, a2, a3, … に対して、最初の m-項の和を
{\displaystyle s_{m}=\sum _{i=1}^{m}a_{i}=a_{1}+\dotsb +a_{m}}
と書く。このとき
{\displaystyle s_{m}=a_{m}+s_{m-1}}
が全ての m = 1, 2, … に対し成り立つものとするには、s1 = a1 および s0 = 0 という規約を設ける必要がある。これはつまり、ただひとつの項からなる "和" s1 の値はその項の値であり、項を持たない "和" s0 の値は 0 と考えるのである。このようなひとつだけあるいは 0 個の項の "和" を許すことで、多くの数学的な公式において考慮すべき場合の数を減らすことができる。また、そのような "和" は数学的帰納法やアルゴリズムの起点として自然に現れる。これらの理由のため、「空和の値は 0 であるものと約束する」ことは数学やコンピュータプログラミングにおいて標準的な慣習である。（同様の理由で、空積は乗法単位元である 1 に等しいと約束する。）
項が数以外のもの（例えばベクトル、行列、多項式など）の場合に定義された和に対して、一般には項が何らかのアーベル群や加法的に書かれる可換モノイドに値を取る場合に、空和の値はその群の零元に等しいものと扱われる。

## 空和を定義することの妥当性
空和の概念は、数 0 や空集合が有用なのと同じ理由で有用である。全く面白くない概念を表しているように見えるが、その存在によって多くの主題のはるかに短い数学的表示が可能になるのである。
例 (空線型和)
例えば、線型代数学においてベクトル空間 V の基底とは、V の線型独立な元からなる部分集合 B であって、V の任意の元が B の元の線型結合として表されるものを言うのであった。ここで空和の規約を用いれば、零次元ベクトル空間 V = {0} は基底を持つ、すなわち空集合がその基底であるということができる。